# 諾貝特·拉默特
諾貝特·拉默特（Norbert Lammert，1948年11月16日—），德国政治人物，自2005年10月18日起任德國下議院，即德國聯邦議院議長。